# Сельское поселение Большая Глушица
Сельское поселение Большая Глушица — муниципальное образование в Большеглушицком районе Самарской области.
Административный центр — село Большая Глушица.

## Административное устройство
В состав сельского поселения Большая Глушица входят:
- село Большая Глушица,
- посёлок Кобзевка,
- посёлок Морец.